# سیدی غانم (رحامنه)
سیدی غانم (به فرانسوی: Sidi Ghanem) یک منطقهٔ مسکونی در مراکش است که در استان رحامنه واقع شده‌است. سیدی غانم ۱۰٬۰۹۹ نفر جمعیت دارد.